# 24960 Usukikenichi
24960 Usukikenichi è un asteroide della fascia principale. Scoperto nel 1997, presenta un'orbita caratterizzata da un semiasse maggiore pari a 3,172098 UA e da un'eccentricità di 0,045140, inclinata di 9,907784° rispetto all'eclittica. Ha un diametro di 11,857 km.